# Бабно Поље
Бабно Поље (словен. Babno Polje) је насељено место у општини Лошка Долина, Приморско-нотрањска регија, Словенија.

## Географски положај
Бабно Поље се налази на самој граници са Хрватском. У атару насеља налази се и гранични прелаз Бабно Поље–Презид.

## Историја
До територијалне реорганизације у Словенији било је у саставу старе општине Церкница.

## Становништво
У попису становништва из 2011. године, Бабно Поље је имало 337 становника.
| Број становника према пописима | Број становника према пописима | Број становника према пописима |
| ------------------------------ | ------------------------------ | ------------------------------ |
| 1991                           | 2002                           | 2011                           |
| 296                            | 317                            | 337                            |

### Попис1991.
У попису становништва из 1991. године, Бабно Поље је имало 296 становника, следећег националног састава:
| Бабно Поље                                                                |
| ------------------------------------------------------------------------- |
| 1991                                                                      |
| укупно: 296 Словенци 248 (83,78%) Хрвати 32 (10,81%) непознато 16 (5,40%) |

## Галерија
- зима у Бабном Пољу
- зимски пејзаж
- поглед на део насеља
- жупа
- улаз у Словенију из правца Хрватске
- пут за Горичице
- коњи
- флора

## Књижевност
- Савезни завод за статистику и евиденцију ФНРЈ и СФРЈ, попис становништва 1948, 1953, 1961, 1971, 1981. и 1991. године године.
- Књига и ЦД издање: „Крајевни лексикон Словеније“, аутори: Милан Орожен Адамич, Драго Перко, Драго Кладник, издавач: ДЗС, Љубљана, 1995. књига:  8634111415,  9788634111415, ЦД:  8634115895,  9788634115895 (за податке о становништву према етничкој припадности 1991. године);